# 北方地区抗旱打井
北方地区抗旱打井是中华人民共和国在1970年代至1980年代初在中国北方大规模开展的水利工程。

## 简介
北方地区抗旱打井工作始自文革时期。原中华人民共和国水利电力部部长钱正英回忆道：“‘文革’时候什么都不干了，中央有点钱花不掉，结果去搞了水利。1968年，国务院全面部署了华北地区打机井的工作，并以此作为扭转南粮北调的一项重大战略措施。不管政治形势多么乱，由当时主持国务院日常工作的李先念、余秋里等同志具体安排，每年以三十多万眼机井的速度持续建设。”
1972年，国务院召开北方十四省、市抗旱打井会议。为解决北方地区长期干旱问题，国家决定自1973年起，每年拨专款及设备支持中国北方17个省、市、自治区的打井工作，以提高北方地区的粮食产量，改变“南粮北调”局面。为此，在国务院直接领导下，成立了北方地区抗旱打井办公室负责办理日常工作，办公室设在水利电力部水利司。
1973年10月，国务院打井配套办公室在河南省密县召开110人参加的北方八省、市及重点县山区打井配套现场会，水利部农水司司长李素文主持，与会人员参观了密县的“五代井”、黄路营井、大坡井、岳岗井等，中共密县县委第一书记程金瑞在会上作典型发言。
1974年，国务院再次召开北方打井配套会议，制定机井建设八条要求。
1980年3月26日，《国务院批转水利部等部门关于北方地区抗旱打井情况和今后意见的报告的通知》发出，批转了水利部、国家物资总局、财政部、农业部、农机部、地质部《关于北方地区抗旱打井情况和今后意见的报告》。该报告总结认为，北方地区抗旱打井的成果是：扩大了灌溉面积，促进了农业高产稳产；改善和开辟了缺水草场，发展了牧区水利；解决了部分地区人畜饮水的困难；促进农业机械化和农村电气化建设。存在的主要问题是：对机井建设的艰巨性认识不足，缺乏严格的科学态度，没有按照自然规律办事，讲究经济效果不够。认为“根据中央提出的三年调整时期的要求，水利建设要进一步贯彻‘小型为主，配套为主，社队自办为主，加强管理，狠抓实效’的方针，今后机井建设拟首先加强管理，搞好配套挖潜，巩固现有成果，充分发挥效益，并在此基础上有计划地、因地制宜地发展一批新井。打井配套工作要和当前的抗旱斗争紧密结合。”
1981年4月，水利部在河南省召开北方地区机井管理座谈会，与会的有北方17个省、市、自治区水利厅（局）负责机井管理工作的领导，以及各个地区、县、人民公社和科研、新闻等单位的代表，农业部、地质部、农机部也派代表与会。会上各地代表汇报了贯彻国务院1980年76号文件批转的《关于北方地区抗旱打井情况和今后意见的报告》加强管理工作的情况，并交流了机井管理工作的经验。

## 延伸阅读
- 李四光，就华北平原打井谈冰期问题，人民日报1963年4月2日，第5版